# Kenwyne Jones
Kenwyne Joel Jones (1984. október 5. –) Trinidad és Tobagó-i labdarúgó, az angol Crystal Palace és a válogatott csatára.
A Joe Public volt első csapata. Hamar a W Connection játékosa lett.
2007-ben 6 millió angol fontért a Southamptontól a Sunderlandbe szerződött.
2010-ben 8 millió angol font volt a Stoke City által érte fizetett ár.
A Stoke csapatából ezután Cardiffba tette át székhelyét, s két szezon alatt 12-szer volt eredményes. Később a Bournemouthban is megfordult. 
Angliai kalandja után az arab emirátusokba igazol az Al-Jazira csapatába, majd eltöltött egy szezont az amerikai MLS-ben is. Az Atlanta United játékosként 17 meccsen kettő gólt jegyzett.
A válogatottban eddig hétszer volt eredményes 49 mérkőzésen. Utoljára 2011. november 15-én talált be Guyana ellen